# Arkanoid: Revenge of Doh
Arkanoid: Revenge of Doh (Japans: DOHのアルカノイドリベンジ, Romaji: DOH no arukanoidoribenji) is een computerspel dat werd ontwikkeld door Taito Corporation en uitgegeven door Imagine Software. Het spel kwam in 1987 uit als arcadespel. Een jaar later kwam het uit voor een aantal homecomputers, zoals de Amstrad CPC, Commodore Amiga, MSX, NES en de ZX Spectrum. Het spel is een directe vervolg op Arkanoid. Het spel omvat 34 levels. Revenge of Doh bevat een ingebouwde editor waarmee de speler zijn eigen levels kan maken.

## Ontwikkelteam
- Ontwikkeling: Yasumasa Sasabe
- Game Designer: Kei. S
- Assistent ontwikkelaars: Toshiaki Tsukano, Hideki Hashimoto
- Grafisch ontwerper: Tetsuro Kitagawa, Kohzoh Igarashi, Genya Kuriki
- Sound designer: Hisayoshi Ogura
- Publiciteit promotor: Hisayasu Nakane
- Mechanisch engineer: Yasunori Hatsuda

## Platforms
| Jaar | Platform                                                                        |
| ---- | ------------------------------------------------------------------------------- |
| 1987 | Arcade                                                                          |
| 1988 | Amiga, Amstrad CPC, Atari ST, Commodore 64, MSX, NES, Sharp X68000, ZX Spectrum |
| 1989 | Apple II, Apple IIgs, DOS                                                       |

## Ontvangst
| Beoordeeld door        | Platform     | Datum          | Score |
| ---------------------- | ------------ | -------------- | ----- |
| Zzap!                  | Commodore 64 | mei 1988       | 89%   |
| Power Play             | Atari ST     | september 1988 | 81%   |
| Oberoende COMputer (S) | Amiga        | 27 april 1989  | 80%   |
| ST/Amiga Format        | Atari ST     | september 1988 | 80%   |
| Pixel-Heroes.de        | Amiga        | oktober 2004   | 80%   |
| Pixel-Heroes.de        | Commodore 64 | oktober 2004   | 80%   |
| Happy Computer         | Commodore 64 | mei 1988       | 74%   |
| CU Amiga               | Amiga        | januari 1989   | 68%   |
| ST Action              | Atari ST     | oktober 1988   | 64%   |
| VideoGame              | NES          | april 1991     | 40%   |

## Trivia
- Het spel wordt op de platforms NES (Famicom) en MSX Arkanoid II genoemd.